# Fagundes Varela (Rio Grande do Sul)
Fagundes Varela este un oraș în Rio Grande do Sul (RS), Brazilia.